# Assedio di Valenciennes (1567)
L'assedio di Valenciennes ebbe luogo tra il 6 dicembre 1566 ed il 23 marzo 1567 a Valenciennes, all'epoca parte dei Paesi Bassi asburgici. Lo scontro è considerato il primo assedio della guerra degli ottant'anni. Tra le vittime della repressione che seguì la caduta della città nelle mani degli spagnoli vi fu anche lo scrittore della Confessio Belgica, Guido de Brês.

## Antefatto
Valenciennes nel medioevo era stato un noto luogo di rifugio che offriva diritto di asilo a criminali e debitori. Questo privilegio veniva rispettato dalle autorità dei Paesi Bassi asburgici, ma quando la città estese tale diritto anche agli eretici le autorità spagnole si opposero. Il 24 agosto 1566 alcune proprietà ecclesiastiche vennero distrutte da un gruppo di calvinisti nel corso della Beeldenstorm, e le autorità locali nn reagirono. Il governatore dei Paesi Bassi, Margherita di Parma, ordinò lo stazionamento delle truppe reali in diverse città ove queste rivolte erano scoppiate per impedire recrudescenze, ma Valenciennes fu una di quelle città che rifiutò tali disposizioni. Philippe de Noircarmes, lo stadtholder della contea di Hainaut dove si trovava Valenciennes, chiese ai magistrati della città di incontrarlo a Condé nel dicembre del 1566, per discutere il caso, ed il pensionario della città si accordò anche perché i soldati facessero il loro ingresso in città, ma i magistrati non furono d'accordo. Nella notte tra il 5 ed il 6 dicembre un locale predicatore calvinista, Peregrin de la Grange, nel corso di un incontro in città disse: 
 La città si batté quindi per rifiutare tale richiesta. Il 14 dicembre la duchessa-reggente Margherita emise un proclama nella quale dichiarà tutti i cittadini di Valenciennes come ribelli e la città in stato di assedio.

## L'assedio
In un primo momento Noircarmes si limitò ad accerchiare la città, senza bombardarla. I difensori, in maniera sventata, frequentemente si portavano a fare dei viaggi nei vicini monasteri per raccogliere materiale recuperato dalla recente furia iconoclasta per usarlo come materiale da costruzione per l'erezione di un ponte sul vicino fiume (che chiamarono "Ponte degli Idoli"). Sovente erano soliti insultare Noircarmes e sei dei suoi ufficiali chiamandoli "i Sette Dormienti" per la loro apparente indolenza Un'altra provocazione fu il fatto che gli stessi difensori dipinsero un enorme gigante sulle mura della città così che lui potesse "spiare" l'arrivo dell'artiglieria che gli assedianti avevano minacciato di portare sul posto.
Nel frattempo i difensori riponevano le loro speranze negli altri protestanti, che inviassero delle forze in aiuto alle loro. Ad ogni modo le forze dei calvinisti erano state sconfitte e massacrate a Lannoy ed a Wattrelos all'inizio di gennaio del 1567. Noircarmes si dedicava nel frattempo al saccheggio della campagna circostante. I cittadini cercarono di reagire andando a formare delle bande di combattenti volontari. Si appellarono anche ai cavalieri del Toson d'oro perché venissero in loro aiuto, ma senza successo.
Nel frattempo il conte Hendrick van Brederode, uno dei capi del Compromesso dei nobili, pianificò un diversivo dal suo feudo di Vianen; non ricevendo un supporto adeguato dagli altri capi d'opposizione al regime, inoltre, Guglielmo d'Orange pensò di mantenere una posizione ambigua, lasciando la duchessa reggente incerta sul suo sostegno alla causa imperiale o a quella dei ribelli. All'inizio di febbraio del 1567 Brederode e altri capi dell'opposizione fecero visitaal principe d'Orange nel suo feudo di Breda, ma il principe non espresse il suo supporto alla nuova petizione che Brederode voleva presentare alla duchessa. Brederode si portò quindi ad Anversa da dove inviò la sua petizione, contenente la richiesta di permesso per i calvinisti di professare liberamente la loro religione. Questa richiesta si dimostrò controproducente dal momento che la duchessa decise di rispondere stracciando anche la convenzione dell'agosto precedente dopo la Beeldenstorm. Brederode per tutta risposta iniziò a reclutare delle truppe.
Si scatenò quindi la furia della battaglia di Oosterweel il 13 marzo 1567. Le forze calviniste che presero parte alla battaglia sotto le mura di Anversa vennero massacrate dalle truppe dei realisti. Queste forze, comandate da un fratello di Filips van Marnix, erano destinate a prestare aiuto alla città di Valenciennes. Con la loro sconfitta le speranze dei difensori di Valenciennes divennero sempre più vane.
La città di Doornik si era già arresa a Noircarmes all'inizio di gennaio e pertanto egli poté ora dedicarsi integralmente alla conquista di Valenciennes. In un primo momento la duchessa inviò il conte Lamoral di Egmont e Filippo III di Croÿ con un ultimatum a Valenciennes. I negoziati tra questi generali e i commissari della città non giunsero ad alcuni risultato e alla fine l'ultimatum venne rifiutato.

Il 20 marzo una cannonata diretta alle mura della città aprì il combattimento che perdurò per 36 ore. L'artiglieria dapprima abbatté la "Torre bianca" che riportava l'iscrizione 
Motley scrisse che questo atto venne vista come la profezia di ciò che sarebbe successo. Il 23 marzo (la Domenica delle Palme) la città si arrese a condizione di non subire saccheggi e che la metà degli abitanti fosse risparmiata.

## Conseguenze
Una volta entrato in città, ad ogni modo, Noircarmes ruppe l'accordo. I suoi soldati si acquartierarono nelle case della popolazione e i cittadini più influenti vennero subito arrestati. I pastori protestanti De la Grange e Guido de Brês inizialmente fuggirono, ma vennero ben presto braccati e riportati in città. Vennero entrambi impiccati il 31 maggio 1567. Molti altri cittadini seguirono il loro destino nei mesi successivi.

Noircarmes scrisse con soddisfazione al cardinale Antoine Perrenot de Granvelle, primo ministro della duchessa: